# Lilja Sigurðardóttir
Pour les articles homonymes, voir Sigurðardóttir.
Lilja Sigurðardóttir, née en 1972 en Islande, est une femme de lettres islandaise, auteure de roman policier.

## Biographie
Après avoir été remarquée, en 2008, pendant un concours organisé par la maison d'édition Bjartur à la recherche de nouveaux auteurs de roman policier, elle se lance dans l'écriture et publie, l'année suivante, Spor, son premier roman. Elle demeure surtout connue pour Piégée (Gildran), son troisième roman devenu un best-seller international.
Elle s'est impliquée dans l’organisation du Festival Iceland Noir de Reykjavik.

## Œuvre

### Romans

#### TrilogieReykjavik noir
- Gildran (2015) Publié en français sous le titre Piégée, trad. de Jean-Christophe Salaün, Paris, Métailié (2017)  (ISBN 979-10-226-0633-2)
- Netið (2016) Publié en français sous le titre Le Filet, trad. de Jean-Christophe Salaün, Paris, Métailié (2018)  (ISBN 979-10-226-0752-0)
- Búrið (2017)  Publié en français sous le titre La Cage, trad. de Jean-Christophe Salaün, Paris, Métailié (2019)  (ISBN 979-10-226-0860-2)

#### SérieAurora
- Helköld sól (2019) Publié en français sous le titre Froid comme l'enfer, trad. de Jean-Christophe Salaün, Paris, Métailié (2022)  (ISBN 979-10-226-1189-3)
- Blóðrauður sjór (2020) Publié en français sous le titre Rouge comme la mer, trad. de Jean-Christophe Salaün, Paris, Métailié (2024)  (ISBN 979-10-226-1352-1)
- Náhvít jörð (2021) Publié en français sous le titre Noir comme la neige, trad. de Jean-Christophe Salaün, Paris, Métailié (2025)  (ISBN 979-10-226-1434-4)
- Drepsvart hraun (2022)
- Dauðadjúp sprunga (2023)

#### Autres romans
- Spor (2009)
- Fyrirgefning (2010)
- Svik (2018) Publié en français sous le titre Trahison, trad. de Jean-Christophe Salaün, Paris, Métailié (2020)  (ISBN 979-10-226-1042-1)

### Pièces de théâtre
- Stóru Börnin (2013)
- Fríksjóv